# Богиновка
Боги́новка (укр. Богинівка, до 2016 г. — Бра́гиновка, укр. Брагинівка) — село,
Брагиновский сельский совет,
Петропавловский район,
Днепропетровская область,
Украина.
Код КОАТУУ — 1223881001. Население по переписи 2001 года составляло 1073 человека.
Является административным центром Брагиновского сельского совета, в который, кроме того, входят сёла
Богдано-Вербки,
Зелёный Гай,
Нововербское,
Александровка,
Солнцево и
Шевченко.

## Географическое положение
Село Богиновка находится в 2,5 км от правого берега реки Самара,
на расстоянии в 0,5 км от сёл Богдано-Вербки и Шевченко,
в 1,5 км от сёл Александровка и Зелёный Гай.
Река в этом месте извилистая, образует лиманы, старицы и заболоченные озёра. В селе есть лес и карьеры.

## Происхождение названия
Село названо в честь большевика Ивана Брагина, который в начале 1919 года контролировал продразвёрстку, а октябре 1919-го, будучи комиссаром отряда, погиб в бою с белогвардейцами.
В 2016 году село было переименовано в село Богиновка.

## История
- Село Брагиновка основано в 1920 году переселенцами из села Петропавловка.

## Объекты социальной сферы
- Школа.
- Детский сад.
- Амбулатория.
- Дом культуры.
- Парк.
- 5 продуктовых магазинов.
- Ветеринарный киоск.